# John R. Brooke
John Rutter Brooke (Pottstown, 21 de juliol de 1838 - Filadèlfia, 5 de setembre de 1926) fou un del darrers generals supervivents Unionistes de la Guerra Civil dels Estats Units quan va morir a l'edat de 88.
Va ser educat a prop de Collegeville i de l'oest Chester. La seva carrera militar va començar quan va entrar a la 4a Infanteria de Pennsilvània com a capità l'abril de 1861. L'agost, esdevingué coronel de la nova 53a Infanteria de Pennsilvània i va servir en la Campanya de Península del 1862.
Temporalment va comanar una brigada durant la batalla d'Antietam el setembre d'aquell any. El maig de 1863, se li va atorgar el comandament d'una brigada de la 1a Divisió del la II Corps, que va dirigir en la batalla de Chancellorsville i durant la Campanya de Gettysburg.
En el segon dia de la Batalla de Gettysburg, el 2 de juliol de 1863, Brooke es va trobar en el gruix de l'acció quan el tinent general Confederat James Longstreet va llançar la seva agressió contra les posicions de l'Exèrcit de la Unió al sud de Gettysburg. Entrant en acció com a reforç del Major General Winfield Hancock, el Coronel Brooke va llançar un contraatac contra les forces confederades que s'aproximaven amb la seva brigada a Wheatfield. Encara que va ser eliminat de l'acció amb una ferida greu, els seus homes van detenir temporalment els confederats i van estabilitzar la línia de la Unió el temps suficient per evitar un avanç.
Després que recuperació, Brooke també va lluitar en la Campanya d'Overland, incloent la Batalla de Spotsylvania i d'altres. Va ser promogut a brigadier general de voluntaris el 12 de maig de 1864. El General Brooke va resultar ferit de manera crítica, un altre cop, a Port Fred el juny. Brooke va dirigir una divisió a Virgínia occidental al final de la guerra. Va ser promogut a brevet General en l'exèrcit de voluntaris l'1 d'agost de 1864, pel seu servei a Totopotomoy i a Port Fred, i a brevet brigadier en l'exèrcit regular el 2 de març de 1867, per la baralla de Spotsylvania.
El 1866, Brooke va acceptar una comissió com a Tinent Coronel de la 37a Infanteria dels EUA de l'exèrcit regular. Tretze anys més tard, va ser ascendit a coronel de la 13a Infanteria dels EUA, servint en la frontera en diversos llocs.
El 1888, va ser promogut a brigadier general i fou al capdavant del Departament del Platte quan el Ghostdance va començar el 1890. Va ser ordenat pel General Nelson Milles per afanyar-se els Setè de cavalleria fins a Wounded Knee. Va deixar aquest comandament el 1895.
El 1897, va ser promogut a Major General en l'Exèrcit Regular i va ser assignat per manar les I Corps durant la Guerra hispano-estatunidenca. A Puerto Rico, va aterrar a Arroyo amb el General Hains, i va arribar a Guayama quan es va signar l'armistici. Quan el General Miles van deixar l'illa l'octubre de 1898 per retornar als Estats Units, Brooke es va convertir en governador militar i cap de l'exèrcit d'ocupació del govern militar dels EUA. El 6 de desembre, Brooke va ser reemplaçat pel General Guy Vernor Henry i, el 13 de desembre, va ser anomenat al mateix càrrec a Cuba.
El General Brooke fou un membre de l'Ordre Militar de la Legió Lleial dels Estats Units i va servir com el seu comandant en cap nacional de 1905 fins a 1907. També fou un membre de la Societat de Guerres Colonials de Minnesota i de l'Orde Militar de Guerres Estrangeres.
Es va retirar de l'Exèrcit el 21 de juliol de 1902, a Filadèlfia, on va viure fins a la seva mort el 1926 a l'edat de 88. És enterrat a Cementiri nacional d'Arlington.
El 1863, es va casar amb Louisa H. Roberts de Warwick, Pennsilvània que va morir el 1867, i llavors el 1877 es va casar tornar a casar amb Mary L. Stearns, la filla de Governador Onslow Stearns.[3] Amb la seva primera muller, Brooke va tenir dos fills, William i Louis.
Les tropes de transport USS General J. R. Brooke (AP-132), creades el febrer de 1943, van ser anomenatdes en el seu honor. L'antic servei militar de correus de l'exèrcit dels EUA de San Juan, Puerto Rico, que abastava el castell El Morro va ser anomenat Fort Brooke en el seu honor.